# Canton de Baïse-Armagnac
Le canton de Baïse-Armagnac est une circonscription électorale française du département du Gers créée par le décret du 26 février 2014 et entrée en vigueur lors des premières élections départementales suivant la publication du décret.

## Histoire
Un nouveau découpage territorial du Gers entre en vigueur à l'occasion des élections départementales de 2015. Il est défini par le décret du 26 février 2014, en application des lois du 17 mai 2013 (loi organique 2013-402 et loi 2013-403). Les conseillers départementaux sont, à compter de ces élections, élus au scrutin majoritaire binominal mixte. Les électeurs de chaque canton élisent au Conseil départemental, nouvelle appellation du Conseil général, deux membres de sexe différent, qui se présentent en binôme de candidats. Les conseillers départementaux sont élus pour 6 ans au scrutin binominal majoritaire à deux tours, l'accès au second tour nécessitant 12,5 % des inscrits au 1er tour. En outre la totalité des conseillers départementaux est renouvelée. Ce nouveau mode de scrutin nécessite un redécoupage des cantons dont le nombre est divisé par deux avec arrondi à l'unité impaire supérieure si ce nombre n'est pas entier impair, assorti de conditions de seuils minimaux. Dans le Gers, le nombre de cantons passe ainsi de 31 à 17.
Le canton de Baïse-Armagnac est formé de communes des anciens cantons de Valence-sur-Baïse (10 communes) et de Condom (5 communes). Il se trouve à cheval sur les arrondissements de Condom et d'Auch, avec respectivement 13 communes et 2 communes. Le bureau centralisateur est situé à Condom.

## Représentation
| Période élective | Période élective | Mandat | Mandat        | Identité                    | Nuance | Nuance | Qualité |
| ---------------- | ---------------- | ------ | ------------- | --------------------------- | ------ | ------ | --- |
| 2015             | 2021             | 2015   | 2020          | Gisèle Biémouret            |        | PS     | Députée depuis 2007 Ancienne conseillère générale du Canton de Condom (2002 → 2015) Conseillère municipale de Condom (2020 → ) Démissionnaire   |
| 2015             | 2021             | 2015   | 2021          | Philippe Martin             |        | PS     | Ancien député, Président du conseil général sortant Président du Conseil départemental Ancien conseiller général du Canton de Valence-sur-Baïse |
| 2015             | 2021             | 2020   | 2021          | Marie-Thérèse Broca-Lannaud |        | PS     | Maire de Valence-sur-Baïse (2014 → ) |
| 2021             | 2028             | 2021   | en cours      | Elodie Lanave               |        | PS     | Infirmière-coordinatrice à Condom |
| 2021             | 2028             | 2021   | janvier 2022, | Philippe Martin             |        | PS     | Conseiller sortant, Président du conseil départemental (2021 → 2022) Démissionnaire après sa condamnation à inéligibilité                       |
| 2021             | 2028             | 2022   | en cours      | Philippe Bret               |        | DVG    | conseiller municipal de Condom |

### Résultats détaillés

#### Élections de mars 2015
À l'issue du 1er tour des élections départementales de 2015, trois binômes sont en ballottage : Gisèle Biémouret et Philippe Martin (PS, 43,04 %), Isabelle Caillavet et Thierry Sacré (UMP, 24,86 %) et Sabine Labat et Gauthier Mansuy (FN, 23,82 %). Le taux de participation est de 61,19 % (5 463 votants sur 8 928 inscrits) contre 60,11 % au niveau départemental et 50,17 % au niveau national.
Au second tour, Gisèle Biémouret et Philippe Martin (PS) sont élus avec 49,2 % des suffrages exprimés et un taux de participation de 63,5 % (2 659 voix pour 5 669 votants et 8 927 inscrits).

#### Élections de juin 2021
Le premier tour des élections départementales de 2021 est marqué par un très faible taux de participation (33,26 % au niveau national). Dans le canton de Baïse-Armagnac, ce taux de participation est de 43,35 % (3 797 votants sur 8 758 inscrits) contre 44,9 % au niveau départemental. À l'issue de ce premier tour, deux binômes sont en ballottage : Elodie Lanave et Philippe Martin (DVG, 44,27 %) et Raymonde Barthe et Jean-François Rousse (DVD, 26,66 %).
Le second tour des élections est marqué une nouvelle fois par une abstention massive équivalente au premier tour. Les taux de participation sont de 34,36 % au niveau national, 44,59 % dans le département et 47,6 % dans le canton de Baïse-Armagnac. Elodie Lanave et Philippe Martin (DVG) sont élus avec 57,64 % des suffrages exprimés (2 236 voix pour 4 169 votants et 8 758 inscrits),,,.

## Composition
Le canton de Baïse-Armagnac comprend quinze communes entières.
| Nom                            | Code Insee | Intercommunalité               | Superficie (km2) | Population (dernière pop. légale) | Densité (hab./km2) | Modifier                                    |
| ------------------------------ | ---------- | ------------------------------ | ---------------- | --------------------------------- | ------------------ | ------------------------------------------- |
| Condom (bureau centralisateur) | 32107      | CC de la Ténarèze              | 97,37            | 6 454 (2022)                      | 66                 | modifier les données · modifier les données |
| Ayguetinte                     | 32024      | CA Grand Auch Cœur de Gascogne | 6,31             | 157 (2022)                        | 25                 | modifier les données · modifier les données |
| Beaucaire                      | 32035      | CC de la Ténarèze              | 16,14            | 246 (2022)                        | 15                 | modifier les données · modifier les données |
| Béraut                         | 32044      | CC de la Ténarèze              | 12,43            | 296 (2022)                        | 24                 | modifier les données · modifier les données |
| Blaziert                       | 32057      | CC de la Ténarèze              | 10,97            | 128 (2022)                        | 12                 | modifier les données · modifier les données |
| Castelnau-sur-l'Auvignon       | 32080      | CC de la Ténarèze              | 10,22            | 147 (2022)                        | 14                 | modifier les données · modifier les données |
| Castéra-Verduzan               | 32083      | CA Grand Auch Cœur de Gascogne | 19,82            | 1 042 (2022)                      | 53                 | modifier les données · modifier les données |
| Caussens                       | 32095      | CC de la Ténarèze              | 13,27            | 587 (2022)                        | 44                 | modifier les données · modifier les données |
| Lagardère                      | 32178      | CC de la Ténarèze              | 4,95             | 78 (2022)                         | 16                 | modifier les données · modifier les données |
| Larroque-Saint-Sernin          | 32196      | CC de la Ténarèze              | 17,96            | 161 (2022)                        | 9,0                | modifier les données · modifier les données |
| Maignaut-Tauzia                | 32224      | CC de la Ténarèze              | 11,14            | 215 (2022)                        | 19                 | modifier les données · modifier les données |
| Roquepine                      | 32350      | CC de la Ténarèze              | 3,77             | 36 (2022)                         | 9,5                | modifier les données · modifier les données |
| Saint-Orens-Pouy-Petit         | 32400      | CC de la Ténarèze              | 11,31            | 178 (2022)                        | 16                 | modifier les données · modifier les données |
| Saint-Puy                      | 32404      | CC de la Ténarèze              | 36,88            | 587 (2022)                        | 16                 | modifier les données · modifier les données |
| Valence-sur-Baïse              | 32459      | CC de la Ténarèze              | 27,60            | 1 137 (2022)                      | 41                 | modifier les données · modifier les données |
| Canton de Baïse-Armagnac       | 3207       |                                | 300,14           | 11 449 (2022)                     | 38                 | modifier les données                        |

## Démographie
En 2022, le canton comptait 11 449 habitants, en évolution de −2,04 % par rapport à 2016 (Gers : +1,04 %, France hors Mayotte : +2,11 %).
| 2013   | 2018   | 2022   |
| ------ | ------ | ------ |
| 12 072 | 11 565 | 11 449 |